# Andrea Seculin
Andrea Seculin (Gorizia, 14 de julho de 1990) é um futebolista profissional italiano que atua como goleiro. Atualmente, joga pelo clube italiano Chievo Verona.